# ライド・オン (映画)
『ライド・オン』（原題：龙马精神、英語題：Ride On）は、2023年公開の中国映画。ジャッキー・チェン主演のアクション映画で、初主演から50周年の記念作品でもある。
本作では主人公であるルオのこれまでの仕事として、ジャッキーが自ら危険なスタントを行ってきた過去の代表的な映画からの映像がNGシーンを含め多数使用されているほか、彼の過去の出演作を髣髴とさせる衣装や小道具などが登場している。
日本では2024年5月31日に公開。キャッチコピーは、「これが人生の集大成！ アクションのち、涙。」。

## あらすじ
かつて香港映画界で伝説的なスタントマンとして会社を率いていたルオ・ジーロンは、怪我が原因で落ちぶれ、現在は愛馬の赤兎（チートゥ）と共に撮影所の無人の馬小屋に住み着いていた。会社の倒産で背負った負債を取り立てるダミー率いる借金取りから逃げ回り、客寄せ程度の仕事で日銭を稼ぐルオ。
ルオの元を訪れ、愛馬チートゥの所有権を主張する投資会社の社員たち。チートゥは3年前にルオが友人のワン社長から口約束で譲られた馬だが、ワン社長の死後に会社が倒産し、投資会社が競売の権利を得たという。強制執行を待てと言われて困り果てるルオ。弁護士を雇う金もないルオは、疎遠だが法学部に通う娘のシャオバオを頼るしかなかった。
シャオバオの母親は、彼女を生んですぐにルオと離婚し、数年前に亡くなっていた。知らせが届かず、葬式に遅れたルオをシャオバオは許さず、父と娘は何年間も音信不通で暮らしていた。助けて欲しいと頼むルオを冷たく突き放すシャオバオ。
ルオは３年前に、足と肺が悪い状態で生まれ、安楽死寸前だったチートゥを引き取った。ルオに介抱され、丈夫に賢く育ったチートゥは、彼にとって息子も同然の存在だった。困り果てるルオ。そんな時、ダミーら借金取りに見つかったルオは、チートゥに乗ってアクション映画さながらに逃げ延びた。その様子が街で撮影され、SNSで拡散された動画をきっかけに、ルオとチートゥにスタントマンのオファーが舞い込んだ。
シャオバオも心の奥では父を見捨てきれず、恋人で弁護士資格を取ったばかりのルー・ナイホァに助力を求める。しかし、怖くてチートォにも触れない頼りなげなルー。
映画の現場で大勢の悪役に囲まれ、混乱して動けなくなるチートォ。騎乗するルオごと代役と交代させられかけたが、落ち込むルオを見たチートォは代役の馬を押しのけ、以降は見事にスタントを演じきった。以来、スタントの依頼で忙しくなるルオとチートォ。マネージャーとして現場に同行し、チートォの世話を焼きに馬小屋にも通うシャオバオ。
チートォのスタントを見て惚れ込む馬好きのホー。大財閥の総裁であるホーはルオからチートォを高額で買おうとしたが断られ、チートォが差し押さえの危機にあることを調べ上げた。チートォの問題は裁判に持ち込まれたが、ルー・ナイホァの異議申し立てで強制執行は保留となった。
撮影でチートォが怪我をして帰り、ルオに抗議するシャオバオ。そんな中、シャオバオに呼ばれてルーやその両親と会食するルオ。万事に粗野でトンチンカンなルオを「それでも父です」と紹介し、ルーの両親の理解を得るシャオバオ。だが、帰り道でチートォの危険なスタントについてルオと口論したシャオバオは、ルオを残して立ち去ってしまった。
撮影でルオが負傷し、馬小屋で入院に必要な保険の書類を探すシャオバオ。引き出しにあった自分の名前のCDを再生すると、小学生の頃に何回かレストランでルオと面会した時の映像が映し出された。店に無理を言って防犯カメラの映像を貰っていた事や、娘にうまく応対できない事をルオが悔やんでいたと人づてに聞き。父に反発してきた自分のつれない態度を後悔するシャオバオ。ルオも病院のベッドで、シャオバオに引退を約束した。
父が活躍していた頃のスタント映像(ジャッキー・チェン映画のアクション場面)も初めて見て、父が香港随一のスタントマンだったと知るシャオバオ。8年前に、スタントの失敗で頭を打ち、8ヶ月間も昏睡したと打ち明けるルオ。その後も一年間は言葉も話せず、経営していたスタント会社は倒産した。シャオバオが生まれてすぐに、多忙すぎるルオに絶望して離婚した元妻は、自分が病気で長くない事を悟ってから、嫌がる娘を父親と会わせるようにしたが、シャオバイは、倒産で借金を抱えた貧しい父の姿だけを見て来たのだった。
借金の形(かた)にチートォを盗み出そうとするダミーと手下たち。大立ち回りでダミーらを撃退するルオ。実はルオはスタントの金を貯め、借金の全額を用意していた。ダミーの武術の腕まで見抜いて、弟子にスカウトするルオ。
ルオは昔、ユェンウェイという若者に役を譲ったことがあった。ユェンウェイはその役がきっかけで大スターとなり、ルオに恩を返す機会を探していた。撮影中の映画の、セリフもスタントもある役をルオにと勧めに来るユェンウェイ。引退を決意していたものの、この映画だけはと引き受けるルオ。だがシャオバオは、またチートォを危険な目に合わせるのかと、父を許さなかった。
清の時代の王宮のセットに出向くルオ。撮影は最新式で、何十段もある階段を馬の一蹴りで飛ぶように舞い降りる場面にはCGを使うという。チートォに乗ったルオはロープ付きの装具を付けてジャンプし、空中でクレーンに吊るされるまでを演じれば良いと指示する監督。納得のいかないルオは、実際に飛び降りると言い張った。
撮影が進み、チートォに乗って階段に向け走り出すルオ。だが、これまでチートォに過酷なスタントを無理強いして来たことを思い出したルオは、階段の直前で思わず手綱を引いて急停止した。監督に無礼を詫び、役を降りて、チートォと共に大学にシャオバオを迎えに行くルオ。
大財閥のホー総裁は、倒産したワン社長の会社の債務を引き取り、チートォの所有権を争う裁判の原告となった。些細な書類上のミスを調べ、チートォが会社の財産だと主張して勝訴するホー総裁。泣いてチートォを総裁の元へ送り届けるルオ。
ホー総裁に会いに行き、「引退で命の半分を失った父に、もう半分を返して欲しい」と頼むシャオバオ。馬房の脇のソファーで寝てチートォに起こされ、夢かと驚くルオ。実はホー総裁は、頼まれる以前にチートォを返すと決めていた。チートォは絶食して死のうとしていたのだ。そうとは知らずに、「もう、どこにも行くな！」とチートォに抱きつくルオだった。

## キャスト
※括弧内は日本語吹き替え
ルオ・ジーロン
演 - ジャッキー・チェン（石丸博也）
かつて香港映画界で伝説的なスタントマンとして名を馳せていたが、8年前の撮影で生死の境をさまよう大怪我をしたことにより第一線を退かざるを得なくなり、更には借金を抱えてしまう。
自分の仕事に対し誇りを持ち、実直ではあるが不器用で頑固な一面もあるため、一人娘であるシャオバオとの関係修復もうまく出来ずにいる。
シャオバオ
演 - リウ・ハオツン（水瀬いのり）
ルオの一人娘。カフェでバイトをしながら法学部に通う。数年ぶりに会いに来た父のルオに対し最初は冷たく突き放すが、内心では見捨てきれずに法律を武器に恋人のルーと共にルオの助言者となる。
ルー・ナイホァ
演 - グオ・チーリン（沢城千春）
シャオバオの恋人で弁護士なりたて。ルオに挨拶に来た時はひどく緊張し、非力なこともあり何故か修行させられるハメになる。
ホー総裁
演 - ユー・ロングァン（小山力也）
巨大な博物館を建てるほどの大馬主でもあり、個人的にチートゥに惚れ込みルオに対し高額で譲るよう頼み込むが断られる。チートゥを手に入れるために、ワン社長の企業との間で起きている債務問題の訴訟相手に助力を申し出る。
ダミー
演 - アンディ・オン（伊藤健太郎）
武術に長けているが、現在は借金の取立て屋に身を落としている。
インズ
演 - ジョイ・ヨン（折井あゆみ）
シアマオの妻。ルオの弟子のスタントマン。
シアマオ
演 - ユー・アイレイ（早川毅）
インズの夫。恐妻家なのか彼女に頭が上がらない。
デビッド
演 - シー・シンユー（山口恵）
ルオの友人であるスタントコーディネーター。
ユェン・ウェイ
演 - ウー・ジン（野島裕史）
ルオの元弟子で、彼を兄貴と慕うスター俳優。スタントマンとして持ち直しつつあった彼に、スタントマンとしてではなく顔出しとして大作映画出演のオファーを持ちかける。
リーガン
演 - シャオ・シェンヤン（岩崎諒太）
ワンの企業を債務トラブルで差し押さえた大企業の弁護士。
シャオバオの母
演 - ラン・ユエティン（上絛千尋）
ルオの妻で現在は故人。亡くなる寸前まで父と娘の仲を気にしていた。
ワン社長
演 - レイ・ロイ（友情出演）
ルオの友人でチートゥの元持ち主。亡くなった後に債務トラブルが発覚してしまう。
ホーの秘書
演 - 謝鴻鑫（友情出演）（峰晃弘）
ナイホァの母
演 - 孔琳（友情出演）（長谷部香苗）
トン監督
演 - スタンリー・トン（友情出演）
ウェイの推薦でルオを起用した映画監督。
赤兎（チートゥ）
ルオと共に暮らす牡馬。名前は三国志の赤兎馬から取られている。3年前に産まれた際は足が弱く安楽死寸前だったが、彼の才覚を見込んだルオに引き取られ、献身的な治療の甲斐もあって怪我を克服し立派な馬に成長した。ルオとは親子のような関係であり、身体能力はもとより人とのコミュニケーションも出来るほど知能が高い。

## スタッフ
- 監督・脚本: ラリー・ヤン
- アクション監督: ヘ・ジュン
- 製作: リー・チエ、リウ・イエンミン、シュー・ティエンフー、フー・ルオチン、リー・ハイフォン
- 音楽: ラオ・ツァイ
- 撮影: スン・ミン
- 美術: スン・リー
- 照明: リー・ツォウェイ
- 編集: スーパー・チャン

### 日本語版
- プロデューサー: 加畑圭造[2]
- 翻訳: 橋本有香里[2]
- 演出: 市来満[2]
- 調整: 亀田亮治[2]
- 録音: 荒川恵美子[2]
- 担当: 綺咲慶恭、生田さや[2]
- 制作: INDIVISION[2]

## 吹き替え
日本では吹き替え版も同時上映。ジャッキー・チェンの吹き替えは、2023年に引退していた専属声優の石丸博也が本作のため限定復帰し担当した。
石丸は当初、「（引退を）一度宣言したのに簡単に翻せない、男に二言はない」とオファーを固辞したが、ジャッキー出演作の吹き替えを多く手掛け交友のある演出家の市来満の懇願により、最後は「市来ちゃんのためならやるよ」と出演を引き受けたという。収録は、引退から約半年後に行われた。

## 関連作品
- カンフースタントマン 龍虎武師……2021年のドキュメンタリー映画。